# 캡틴 레인보우
《캡틴 레인보우》(Captain Rainbow, キャプテン レインボー)는 스킵이 개발하고 닌텐도가 발매한 2008년 게임이다. 게임의 시나리오, 디자인 전반은 니시 켄이치가 맡았다.

## 개요
치비로보와 기프티아로 잘 알려진 스킵이 개발한 게임. 액션파트와 어드벤쳐 파트가 어우러져 있다.

## 줄거리
주인공 '캡틴 레인보우'는 닌텐도 마이너 캐릭터의 소원을 이루어주기 위해 노력한다....

## 등장인물
- 닉 : 본작의 주인공. '캡틴 레인보우'를 항상 꿈꾼다.